# Panzergrenadierbataillon 371
Das Panzergrenadierbataillon 371 „Marienberger Jäger“ (PzGrenBtl 371) ist ein Bataillon der Panzergrenadierbrigade 37 „Freistaat Sachsen“ und ist in der Erzgebirgskaserne in Marienberg im Bundesland Sachsen stationiert.

## Auftrag und Gliederung

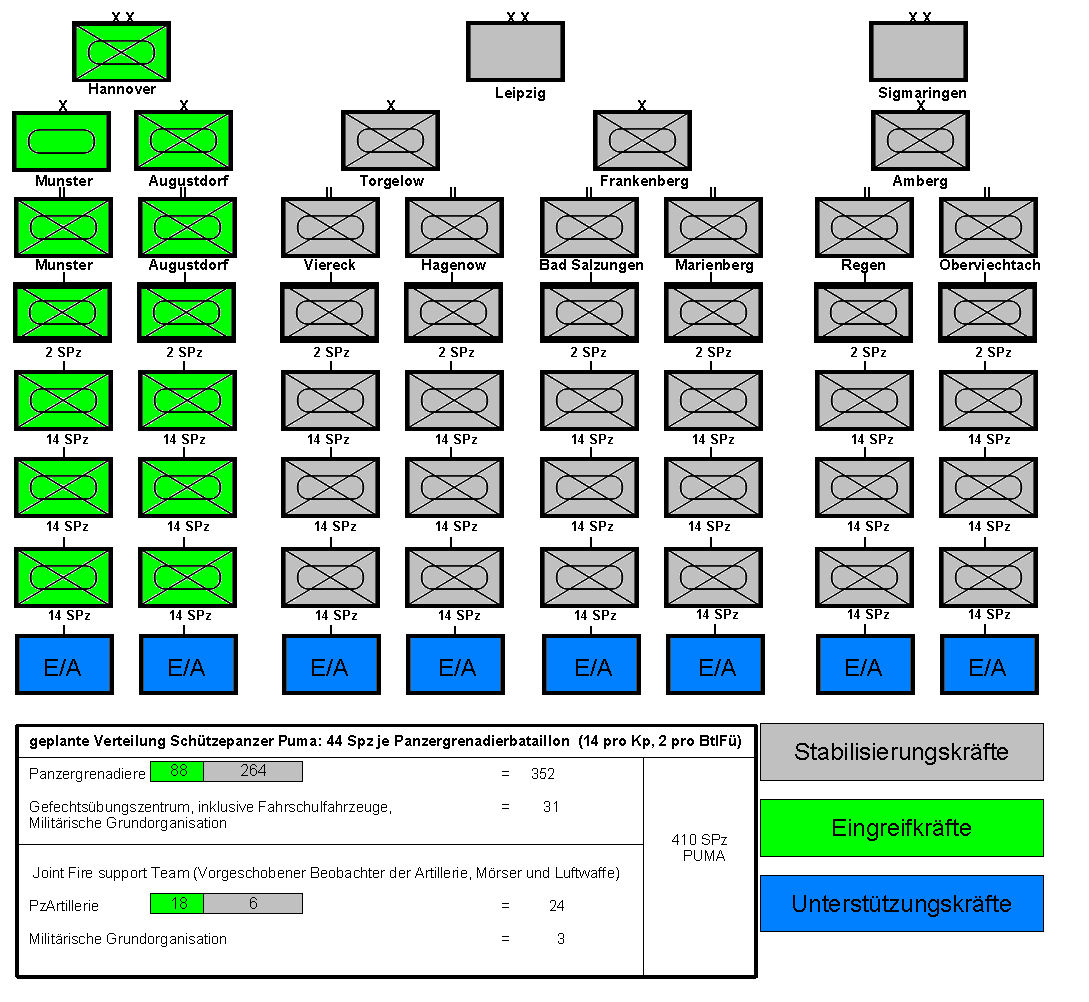
Geplante Aufstellung des Bataillons und Verteilung des Puma im deutschen Heer

Das Panzergrenadierbataillon 371 ist ein Kampftruppenbataillon und leistet einen Fähigkeitsbeitrag für streitkräftegemeinsame Operationen niedriger, mittlerer und hoher Intensität. Das Bataillon führt Operationen im komplexen und dynamischen Einsatzumfeld, über längere Dauer im breiten Spektrum friedensstabilisierender Maßnahmen und ist befähigt Operationen verbundener Kräfte im gesamten Intensitätsspektrum zu führen. Es kann bei eskalierenden Lagen zeitlich und örtlich begrenzt gegen einen teilweise militärisch organisierten Gegner und symmetrisch auftretende Kräfte kämpfen. Dazu gliedert sich das Bataillon in:
- PzGrenBtl 371: Bataillonsstab PzGrenBtl 371
- 1./ PzGrenBtl 371: Versorgungs- und Unterstützungskompanie
- 2./ PzGrenBtl 371: Panzergrenadierkompanie
- 3./ PzGrenBtl 371: Panzergrenadierkompanie
- 4./ PzGrenBtl 371: Panzergrenadierkompanie
- 5./ PzGrenBtl 371: Ausbildungs- und Unterstützungskompanie (Frankenberg)[2]

## Wappen

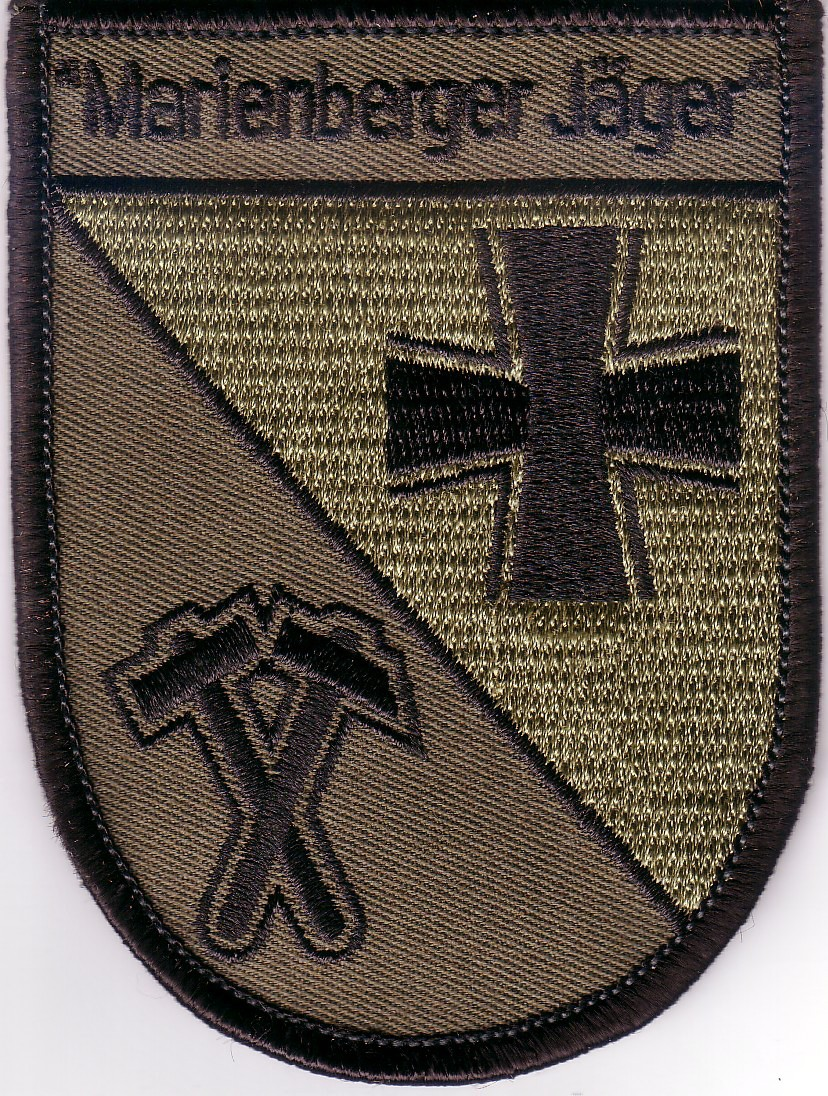
Verbandsabzeichen des PzGrenBtl 371 für den Feldanzug der Bundeswehr

Das Verbandsabzeichen des Panzergrenadierbataillons 371 ist weiß-grün und repräsentiert die Landesfarben des Freistaates Sachsen. Rechts oben ist das Balkenkreuz der Bundeswehr zu sehen und links unten sind Schlägel und Eisen, die den in der Region ehemals ansässigen Silberbergbau symbolisieren. Dieses Verbandsabzeichen wurde am 28. August 1991 für das Panzergrenadierbataillon 371 eingeführt.

## Hauptwaffensystem

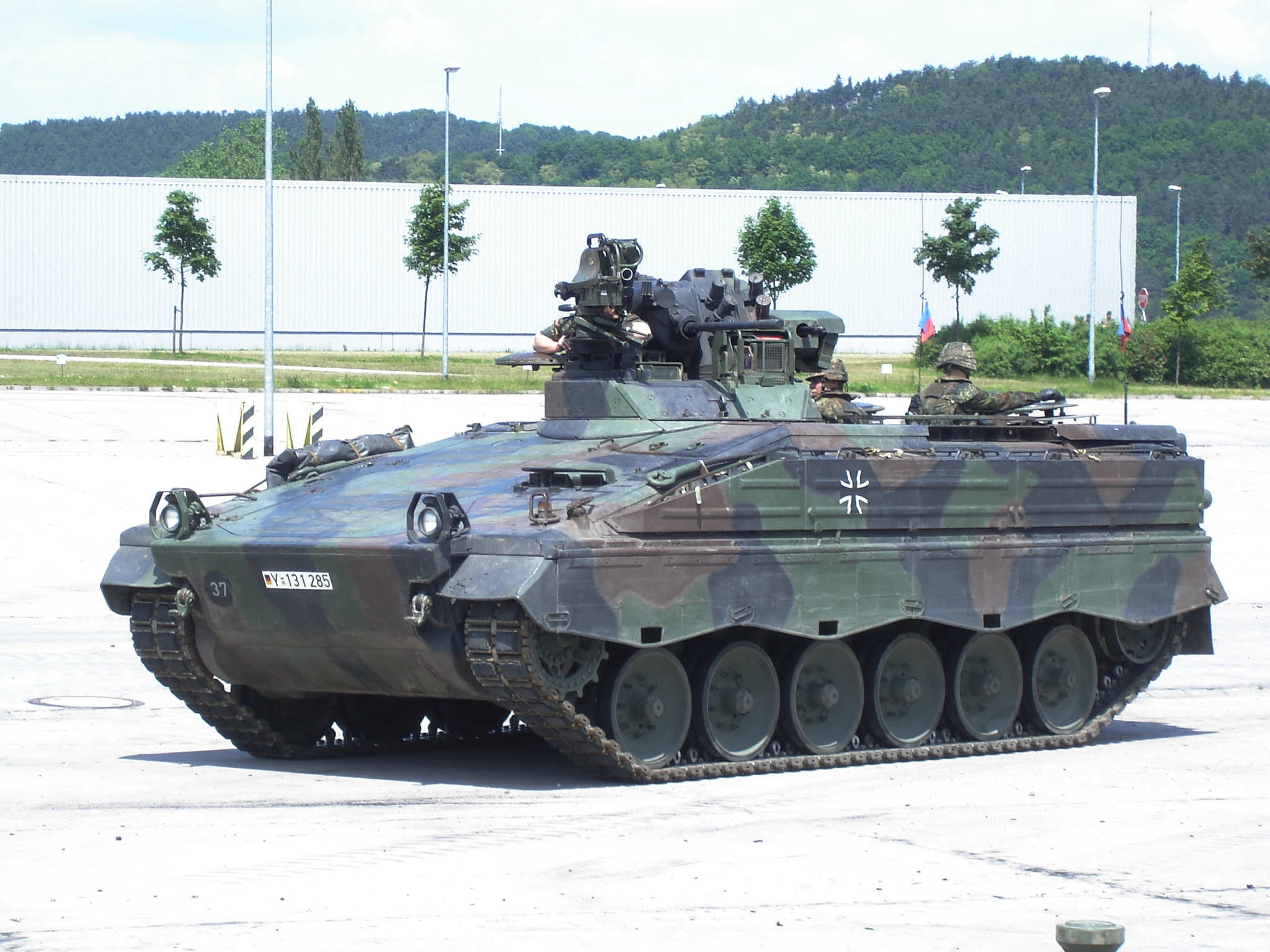
Marder 1A3

Das PzGrenBtl 371 nutzt aktuell den Schützenpanzer (SPz) Marder (44 Stück, davon 14 je Panzergrenadierkompanie und zwei in der Versorgungs- und Unterstützungskompanie). Die Einführung des SPz Puma verzögert sich nach Aussage des Bundesministeriums der Verteidigung bis spätestens 2025.

## Geschichte
Mit anderen Truppenteilen der mit Ablauf des 2. Oktober 1990 aufgelösten NVA wurde mit der Deutschen Wiedervereinigung am 3. Oktober 1990 das MotSchützenregiment 7 in die Bundeswehr überführt. Im Rahmen der im Zwei-plus-Vier-Vertrag vereinbarten Neustrukturierung der Bundeswehr wurde das MotSchützenregiment 7 am 27. März 1991 aufgelöst.
Gleichzeitig wurden Truppenteile der Heimatschutzbrigade 37 in der Gliederung der damals neuen Heeresstruktur in Dienst gestellt. Diese bestanden aus dem Panzergrenadierbataillon 371, dem mobilmachungsabhängigen Panzergrenadierbataillon 372 mit geringem Stammpersonal im Frieden und vorwiegend mit der Ausbildung von Unteroffizieranwärtern betraut, sowie aus der selbstständigen Panzerjägerkompanie 370. Im Juni 1996 wurden das Panzergrenadierbataillon 372 und die Panzerjägerkompanie 370 aufgelöst. Zugleich wurde im Rahmen eines Umbenennungsappells dem Jägerbataillon 371 am 19. Juni 1996 anlässlich der 475-Jahr-Feier der Patenstadt Marienberg der Ehrenname Marienberger Jäger durch den Bürgermeister und das Fahnenband „Jägerbataillon 371“ durch den Bundesminister der Verteidigung, Volker Rühe, verliehen. Damit vollzog sich zugleich eine Umstrukturierung vom Panzergrenadierbataillon 371 in das Jägerbataillon 371 (JgBtl 371). Dieses wurde dann im Jahr 1997 in ein Jägerbataillon der Krisenreaktionskräfte (KRK) umgewandelt. Im Juli 2007 erfolgte die erneute Umbenennung des Bataillons zurück in Panzergrenadierbataillon 371. Es ist der Coleurtruppenteil des nicht aktiven Panzergrenadierbataillon 909.
Das Bataillon stellte vom 1. Januar  2015 bis zum 31. Januar 2016 den Kern des deutschen Anteils der Very High Readiness Joint Task Force (der NATO Response Force). 2017  wurde zum Teil der 2. Rotation bei NATO-Battlegroup Lithuania.

## Patenschaften
Das Bataillon sowie die einzelnen Kompanien unterhalten Patenschaften zu Städten und Gemeinden der Umgebung. Die einzelnen Patengemeinden sind u. a.:
- Für das Bataillon selbst die Stadt Marienberg,
- die 1. Kompanie die Stadt Olbernhau
- die 2. Kompanie die Stadt Zschopau
- die 3. Kompanie die Städte Augustusburg und Pockau-Lengefeld
- die 4. Kompanie die Stadt Brand-Erbisdorf
- die 5. Kompanie die Stadt Mittweida[5]
- die 6. Kompanie die Stadt Wolkenstein

## Einsätze im In- und Ausland
- April 1998 – Oktober 1999 SFOR Bosnien und Herzegowina Feldlager Rajlovac 2. Einsatzkontingent GECONSFOR
- November 1999 – Mai 2000 KFOR Kosovo MNTF Süd Prizren 3. Einsatzkontingent KFOR
- Dezember 2001 – Juni 2002 SFOR Bosnien und Herzegowina MND SE Feldlager Rajlovac und Außenlager Filipovići Leitverband 4. Einsatzkontingent GECONSFOR
- August – September 2002 Hochwasser der Elbe
- Februar 2004 – Februar 2005 1. und 2. Einsatzkontingent PRT Kundus, ISAF Afghanistan
- Juni 2006 – November/Dezember 2006 ISAF Afghanistan
- März 2009 – März 2010 ISAF Provincial Reconstruction Team Feyzabad, ISAF Afghanistan
- 2012 – 2013 ISAF Afghanistan
- Juni 2013 Elbehochwasser 2013 im Raum Sachsen
- 2015 – 2017 Standby-Phase als NATO Response Force (NRF), 2015 stellte das Bataillon den Leitverband für die erste Very High Readiness Joint Task Force der NRF
- August 2017 – Februar 2017 NATO-Battlegroup Lithuania (enhanced Forward Presence; eFP) in Litauen
- Februar 2020 – August 2020 erneut bei der NATO-Battlegroup Lithuania in Litauen[6][7]

## Auszeichnungen
- 1996: Fahnenband der Bundesrepublik Deutschland[8]
- 2012: Ehrenpreis der General-Kießling-Stiftung[9][10]